# Carl Erik Hallström (biskop)
Carl Eric Hallström, född den 3 oktober 1786 i Lofta prästgård i Småland, död den 22 december 1861 i Västervik, var en svensk biskop. Han var son till Henning Hallström och syssling till tonsättaren Ivar Hallströms far.

## Biografi
Hallström blev student vid Uppsala universitet 1803, filosofie magister  1809, prästvigd 1817, kyrkoherde i Västra Eds socken för Västra Eds kyrka och Östra Eds kyrka (Eds kapellförsamling) i Linköpings stift 1818, kontraktsprost 1825 och biskop i Visby 1841. Hallström bevistade alla riksdagarna 1823–1858. Kunskapsrik, orädd och självständig intog han en bemärkt plats inom den konstitutionella oppositionen, mestadels placerad i konstitutionsutskottet. Hallström blev kommendör med stora korset av Nordstjärneorden 1858. Edvard Magnus Rodhe skriver i Nordisk familjebok: "Som biskop var han en utmärkt ordningsman, älskvärd i umgänget. Vidsträckta teologiska insikter och intressen egde han icke." Vid tilltagande ålder med försvagade krafter tog han 1858 avsked från sitt ämbete och bosatte sig i Västervik. En betydande enskild förmögenhet satte honom i stånd att utöva stor välgörenhet såväl under sin livstid som genom sitt testamente.